# 2022年雅安地震
2022年雅安地震，介绍2022年6月1日17时左右于中国四川雅安地区连续发生的两场地震。地震分别是发生在当地时间6月1日17时00分位于四川雅安市芦山县（北纬30.37度，东经102.94度）的6.1级地震，震源深度17千米和发生在当地时间6月1日17时03分位于四川雅安市宝兴县（北纬30.37度，东经102.92度）的4.5级地震，震源深度18千米。已造成宝兴县4人死亡。不久四川地震局确认此次发生在四川芦山的6.1级地震属2013年芦山“4·20”7.0级地震的余震。

## 地震
据中国地震台网测定，首次地震于2022年6月1日下午5点正在四川省雅安市芦山县发生，震级6.1级，震源深度17公里。3分钟，同属雅安市的宝兴县发生4.5级地震，震源深度18公里。据四川地震局确认，此次地震是2013年芦山地震的余震。地震专家表示，此次地震的发生点位于巴颜喀拉块体东边界的龙门山断裂带，历来是中国强震高发区及最重要的地震活动断裂带之一。尽管如此，经过对历史地震序列特征、地球物理观测资料的研判，专家认为芦山原震区近期再次发生更大地震的可能性不大。而在十多天前的5月20日，同属雅安市的汉源县也发生了4.8级地震，震源深度20公里，也是2013年地震的余震。

## 影响
根据国家电网四川电力公司发布的数据，截至6月1日21时，地震造成49438户用户停电，其中18533户经过抢修恢复供电。芦山县芦双路、芦太路、大南路3条县道及宝兴县境内351国道线多处出现中断。在震央宝兴县五龙乡，多辆停泊在建筑工地的汽车被落石砸中，至少5辆汽车受损，未有人员伤亡。在震中太平镇，由于镇上房屋都在2008年汶川大地震和2013年芦山地震后重建过，状况较好，所以受地震影响不大，仅有墙皮脱落。为了防范可能发生的余震，镇上居民都住进了太平中学的集中安置点。

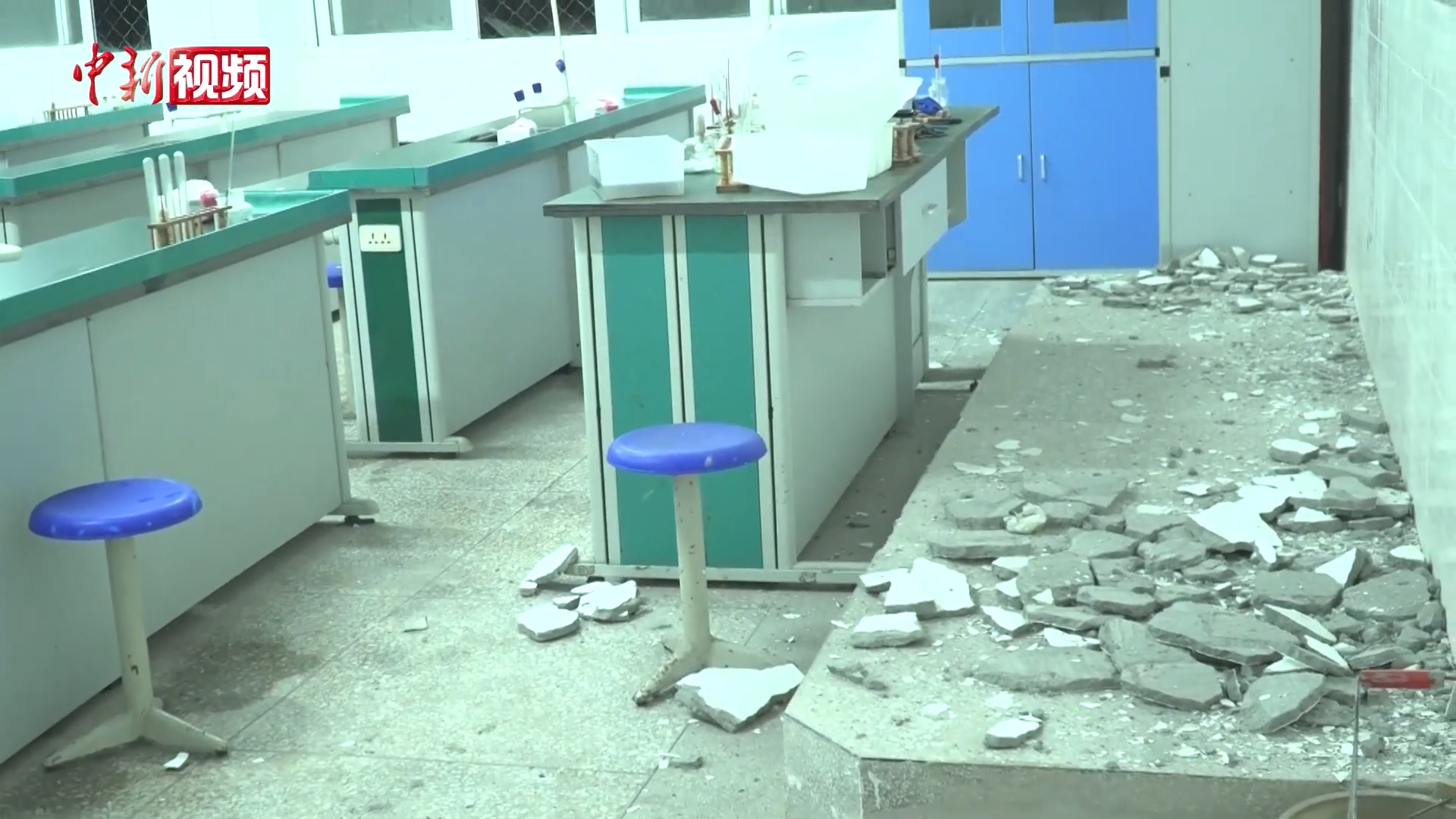
芦山县太平中学墙皮脱落

## 应急救援
地震波抵达前，距震中44公里的雅安市、94公里的眉山市、100公里的甘孜藏族自治州和114公里的成都市都提前收到了ICL地震预警技术系统发出的地震预警，大批民众听到预警后紧急避险，预计有近千万民众在手机端和智能电视端收到预警。成都东站紧急停运所有列车，同时为受影响的旅客安排退票。

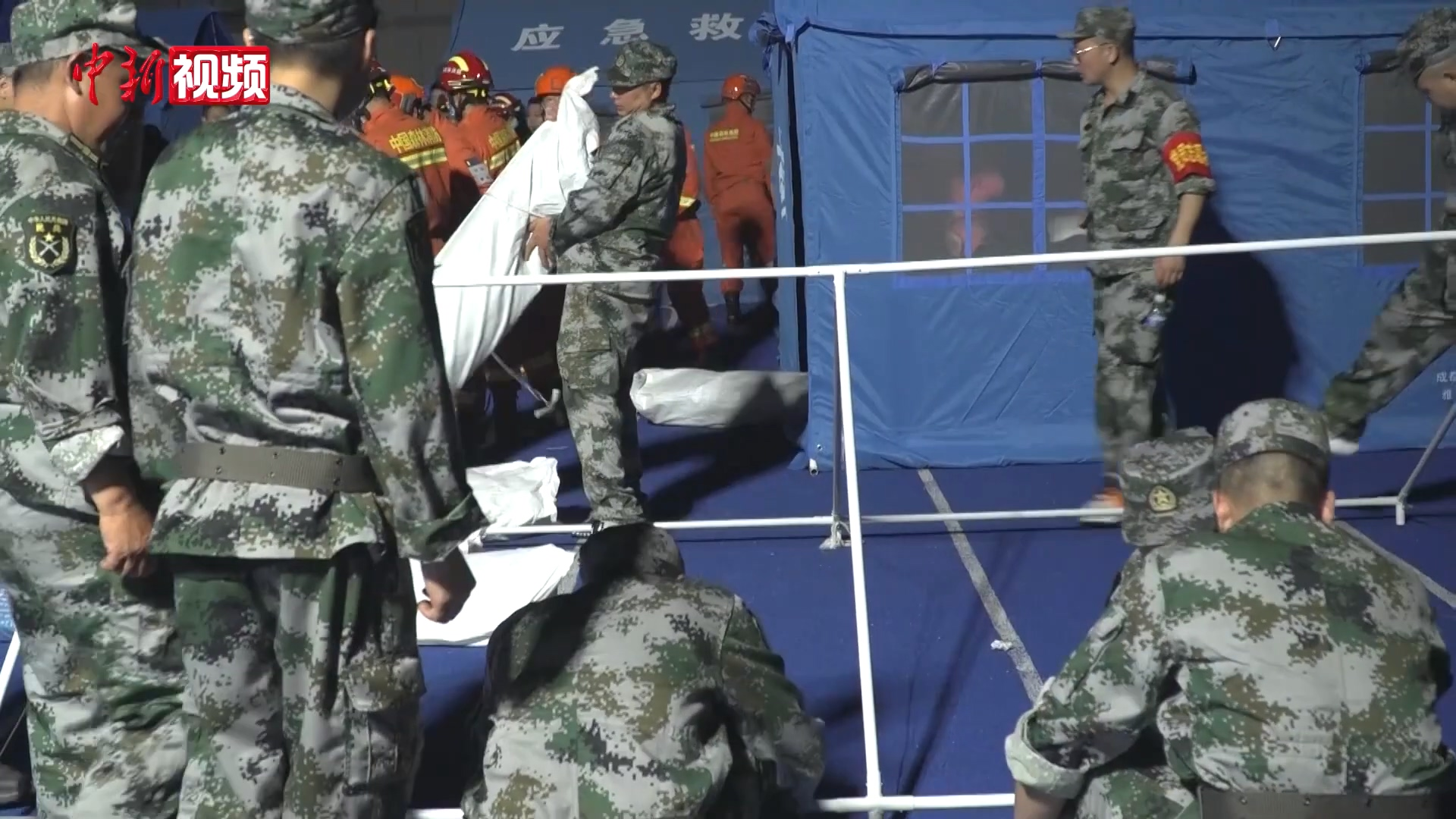
芦山县太平镇，民兵与救援人员搭建临时安置点

地震发生后，中国国务院抗震救灾指挥部办公室、应急管理部迅速启动国家地震三级应急响应，同时部署人员搜救、灾情核查、震情监测、群众安置和次生灾害防范等工作，调派国家综合性消防救援力量赶赴震区进行救援。与此同时，四川省调派了至少4500人前往灾区进行应急救援。中国红十字会总会应四川省红十字会的需求，紧急调拨帐篷、棉被、折叠床、赈济家庭包、冲锋衣等救灾物资支援灾区，用于受灾群众临时转移安置救助。四川省住房和城乡建设厅对灾区房屋建筑和市政公用基础设施受损情况进行摸排。截至2日5时，四川省抗震救灾指挥部已向芦山县、宝兴县调运帐篷各200顶，棉被各1000床，帐篷灯各200台，同时在两县设置转移安置点61个（其中宝兴县34个、芦山县27个），紧急转移安置受灾群众12722人。